# 標準中国語
標準中国語（ひょうじゅんちゅうごくご、英: standard Chinese, modern standard Mandarin）とは、中華人民共和国で使われている普通話、中華民国で使われている国語、シンガポールやマレーシアなどで使われている華語の総称のことで、各中国語圏で定められている標準語の総称。各国の標準中国語は差異はあるものの相互理解が可能である。
標準中国語の事を俗に北京語と呼ぶことがあるが、厳密には異なる言葉であり、標準中国語は人工的に整備された標準語である。

## 普通話（中華人民共和国）
国民の意思疎通を容易にするため、中華人民共和国では、中央政府の標準語政策により、北方語の発音・語彙と近代口語小説の文法を基に作られた「普通話」 (pǔtōnghuà) が教育や放送で取り入れられ、標準語・共通語とされている。全人口の8割弱が普通話を理解でき、方言話者の若い世代は普通話とのバイリンガルとなっていることが多い。2015年の時点で、中華人民共和国国民のおよそ73%が普通話を使用することができ、2000年の53%から大幅に増加したことが報じられた。2017年の時点で、都市部は90%を超えているが、農村地域で40%前後であった。2020年時点では全国での普及率が80.72%、極度貧困地域では61.56%。

### 普通話の成立と普及
中国では文章語は古代より統一されていたが、口語は各地方ごとに異なり、同じく漢字の発音も各方言ごとに異なっていた。「同文異音」と呼ばれるこの状況は古代からの課題であり、幾たびか是正が試みられてきたものの、本格的に共通語の樹立が試みられるようになったのは清末以降のことである。
清末から中華民国初期（20世紀初頭）に教育のために言語統一案が検討され、清で一旦は決定されたが、1911年10月に発生した辛亥革命により中止となる。しかし中華民国政府はこの方針を継承し発展させ、1920年代には現在の普通話と非常に近い国語が確立された。中華人民共和国成立後、共通語が国語から普通話に変更され、1955年以降から公的な統一言語化の動きとなり、翌年に新たな簡略化した漢字表記（簡体字）を公表。同政策は教育機関や中国人民解放軍など軍隊で導入・推奨され、文化大革命期には一時普及が停滞したものの、文革の終焉とともにふたたび積極的な普及策がとられるようになり、1982年11月に公式に普通話の普及が中華人民共和国憲法19条において規定された。
普通話の制定以来、特に普通話との差異の大きい南方諸方言地域やそもそも中国語系の言語を使用していない少数民族地域において、普通話は積極的に普及が図られてきた。少数民族地域においては、建国当初は諸民族言語における文字の創成とそれによる教育が規定され普通話教育の規定はなかったものが、1980年代以降は民族言語の他に普通話の教育が義務付けられるようになった。南方諸方言地域、特に普通話との差異の大きい閩語を主に使用する福建省や粤語を主に使用する広東省などでは両省政府によって普通話普及が重視された。こうした普及政策や、なによりもテレビなどのマスメディアでは主に普通話が使用されることなどから各地で普通話の普及は進み、上記の福建省でも普及度は1996年の時点でかなり高くなっている。それに対し、経済力が高くマスメディアも独自のものを持っている広東省での普通話普及率は福建省に比べ1996年の時点ではやや低くなっていた。

## 国語（中華民国）
1912年の建国後、中華民国は国語運動を通じて「国語」(guóyǔ) と称される国家語を整備し、1930年代までに規範を確立させた。国語は後に整備された普通話とほぼ同一で、相互理解は可能だが音声と語彙に差異がある。中華人民共和国の建国により国語は中国大陸で使用されなくなったが、中華民国の統治下に残った台湾地区で引き続き使用されている。
台湾においても、日本の敗戦（台湾光復）後に施政権を握った国民政府が国語による義務教育を行ってきたが、1960年代から1980年代にかけて公共の場所では一律に国語を使うことが義務付けられ、方言の使用が抑圧された。だが、1990年代以降は台湾語、客家語、原住民諸語の使用が政府によって妨げられなくなり、公教育による台湾在来諸言語の学習時間が設けられる一方、国語が在来諸言語の影響を強く受けるようになった。このような経緯を経て形成された台湾訛りの国語を「台湾国語」と称する。

## 華語（東南アジア）
シンガポール、マレーシア及び他の東南アジア諸国において、標準中国語は「華語」と呼称される。特に華人の多いシンガポールとマレーシアでは、それぞれの国家がシンガポール華語とマレーシア華語の規範制定・普及促進のための組織を立ち上げている。
シンガポールとマレーシアの華語（新馬華語）は、中国大陸と台湾の標準中国語に似ているが、閩語、粤語、客家語、英語、マレー語から強い影響を受けていて、外来語が多い。また、香港からの影響で香港語にも似ている。

## 参照
1. ↑  https://j.people.com.cn/n3/2017/0915/c206603-9269302.html　「中国、29種類の文字　普通話の普及率が73％に」2017年09月15日　人民網日本語版　2018年7月17日閲覧
2. ↑  教育部、国家语委：2020年全国普通话普及率平均达到80%以上
3. ↑  “全国普通话普及率达80.72%”.   中華人民共和国教育部. 2021年3月28日閲覧。
4. ↑  “標準中国語、普及率約8割に　極度貧困地域では約6割”.   AFP. 2021年3月28日閲覧。
5. ↑  「中国の地域社会と標準語　南中国を中心に」p20　陳於華　三元社　2005年2月23日初版第1刷
6. ↑  「近現代中国における言語政策　文字改革を中心に」p21　藤井（宮西）久美子　三元社　2003年2月28日初版第1刷発行
7. 1 2  「中国の地域社会と標準語　南中国を中心に」p24　陳於華　三元社　2005年2月23日初版第1刷
8. ↑  「近現代中国における言語政策　文字改革を中心に」p140-143　藤井（宮西）久美子　三元社　2003年2月28日初版第1刷発行
9. ↑  「中国の地域社会と標準語　南中国を中心に」p27　陳於華　三元社　2005年2月23日初版第1刷
10. ↑  「中国の地域社会と標準語　南中国を中心に」p58　陳於華　三元社　2005年2月23日初版第1刷
11. ↑  「中国の地域社会と標準語　南中国を中心に」p152-154　陳於華　三元社　2005年2月23日初版第1刷